# Opérateur de Laplace-Beltrami
Pour les articles homonymes, voir Laplace et Beltrami.
L'opérateur de Laplace-Beltrami est une généralisation de l'opérateur laplacien aux variétés riemanniennes.
On part de la définition {\displaystyle \Delta =\mathrm {div} \ \mathrm {grad} }, et l'on est ramené à définir la divergence et le gradient dans le cadre riemannien.
Avertissement : dans cet article, on utilise la convention de sommation d'Einstein. Même quand le signe somme n'est pas omis, on ne somme que par rapport à un indice se trouvant à la fois en positions inférieure et supérieure.

## Divergence associée à une forme volume
Sur une variété différentielle {\displaystyle M} orientable, la divergence est naturellement associée à une forme volume. Si {\displaystyle \omega } est une telle forme, toute autre forme de degré maximum s'écrit de façon unique {\displaystyle f\omega }, où {\displaystyle f} est une fonction. Cela s'applique à la dérivée de Lie de {\displaystyle \omega } par rapport à un champ de vecteurs {\displaystyle X}. La divergence de {\displaystyle X} (par rapport à {\displaystyle \omega }) est l'unique fonction telle que
{\displaystyle {\mathcal {L}}_{X}\omega =(\mathrm {div} _{\omega }X)\omega }.
D'après la formule {\displaystyle {\mathcal {L}}_{X}=d\circ i_{X}+i_{X}\circ d}, on a
{\displaystyle {\mathcal {L}}_{X}\omega =\mathrm {d} (i_{X}\omega )}. Donc, d'après la formule de Stokes, si
{\displaystyle X} est à support compact,
{\displaystyle \int _{M}(\mathrm {div} _{\omega }X)\omega =\!\int _{M}\mathrm {d} (i_{X}\omega )=0}
Si {\displaystyle \omega } s'écrit en coordonnées locales {\displaystyle \theta \mathrm {d} x^{1}\wedge \cdots \wedge \mathrm {d} x^{n}},
on a
{\displaystyle {\mathcal {L}}_{X}\omega =({\mathcal {L}}_{X}\theta )\mathrm {d} x^{1}\wedge \cdots \wedge \mathrm {d} x^{n}+\theta \sum _{i=1}^{n}\mathrm {d} x^{1}\wedge \cdots \wedge {\mathcal {L}}_{X}(\mathrm {d} x^{i})\wedge \cdots \wedge \mathrm {d} x^{n}}
(car {\displaystyle {\mathcal {L}}_{X}} est une dérivation).
Si {\displaystyle \textstyle X=\sum _{i=1}^{n}X^{i}{\frac {\partial }{\partial x^{i}}}}, on a {\displaystyle {\mathcal {L}}_{X}\mathrm {d} x^{i}=\mathrm {d} ({\mathcal {L}}_{X}x^{i})=d\mathrm {X} ^{i}},
d'où l'on tire {\displaystyle \textstyle {\mathcal {L}}_{X}\omega =({\mathcal {L}}_{X}\theta )\mathrm {d} x^{1}\wedge \cdots \wedge \mathrm {d} x^{n}+\theta \sum _{i=1}^{n}{\frac {\partial X^{i}}{\partial x^{i}}}dx^{1}\wedge \cdots \wedge \mathrm {d} x^{n}},
et finalement,
{\displaystyle \textstyle \mathrm {div} _{\omega }X={\frac {\mathrm {d} \theta (X)}{\theta }}+\sum _{i=1}^{n}{\frac {\partial X^{i}}{\partial x^{i}}}}.
Remarque sur l'orientabilité : L'introduction d'une forme volume suppose la variété orientable. Mais si on change la forme volume {\displaystyle \omega } en son opposée,
{\displaystyle \mathrm {div} _{\omega }X)} ne change pas. En fait, la divergence ne dépend que de la densité associée à {\displaystyle \omega }. Contrairement aux apparences, l'hypothèse d'orientabilté est inutile, on a en fait utilisé une orientation locale.
L'exemple le plus important est celui de la divergence définie par la forme volume canonique d'une métrique riemannienne.
{\displaystyle \mathrm {d} s^{2}\ =\ g_{ij}(x)\ \mathrm {d} x^{i}\mathrm {d} x^{j}}
En coordonnées locales {\displaystyle v_{g}={\sqrt {\det(g_{ij})}}\mathrm {d} x^{1}\wedge \cdots \wedge \mathrm {d} x^{n}}. D'après la remarque qui précède, il n'est nullement nécessaire de supposer la variété orientable. Le déterminant des {\displaystyle g_{ij}} est souvent noté {\displaystyle g}, notamment par ceux qui écrivent {\displaystyle \mathrm {d} s^{2}} la métrique riemannienne, cela ne porte pas trop à confusion.

## Gradient associé à une métrique riemannienne
Le gradient d'une fonction (disons lisse) {\displaystyle f} est l'unique champ de vecteurs, noté {\displaystyle \nabla f}, tel que
{\displaystyle g(X,\nabla f)=\mathrm {d} f(X)} pour tout champ de vecteurs {\displaystyle X}. En coordonnées locales, 
{\displaystyle \nabla f=\sum _{i=1}^{n}\left(\sum _{j=1}^{n}g^{ij}{\frac {\partial f}{\partial x^{j}}}\right){\frac {\partial }{\partial x^{i}}}}
Ici,
{\displaystyle g^{ij}(x)} est l'inverse du tenseur métrique, défini en coordonnées par
{\displaystyle g_{ik}(x)g^{kj}(x)\ =\ \delta _{i}^{j}}
où {\displaystyle \delta _{i}^{j}} est le symbole de Kronecker.

## Définition et propriétés de base du laplacien
On définit l'opérateur de Laplace-Beltrami comme l'opérateur différentiel du second ordre
{\displaystyle \Delta f=\mathrm {div} (\nabla f)}.
En coordonnées locales,
{\displaystyle \Delta \ =\ {\frac {1}{\sqrt {g}}}\ \partial _{i}\left[{\sqrt {g}}g^{ij}\partial _{j}\right]}
Si {\displaystyle f_{1}} et {\displaystyle f_{2}} sont {\displaystyle C^{2}} et à support compact, on a 
{\displaystyle \int _{M}f_{1}\Delta f_{2}v_{g}=-\int _{M}g(\nabla f_{1},\nabla f_{2})v_{g}=\int _{M}f_{2}\Delta f_{1}v_{g}}
Pour le voir, on remarque que si {\displaystyle f} est une fonction et {\displaystyle X} un champ de vecteurs, 
{\displaystyle \mathrm {div} fX=f\mathrm {div} X+\mathrm {d} f(X)=f\mathrm {div} X+g(X,\nabla f)}
En appliquant cette relation à {\displaystyle f=f_{1}} et {\displaystyle X=\nabla f_{2}}, on obtient
{\displaystyle \int _{M}{\bigl (}f_{1}\mathrm {div} \nabla f_{2}+g(\nabla f_{1},\nabla f_{2}){\bigr )}v_{g}=\int _{M}\mathrm {div} (f_{1}\nabla f_{2})v_{g}=0}
puisque d'après la formule de Stokes l'intégrale de la divergence d'un champ de vecteurs à support compact est nulle.
Cette formule exprime le fait que {\displaystyle \Delta } est un opérateur formellement autoadjoint sur {\displaystyle C^{\infty }(M)}, par rapport au produit scalaire global, défini par
{\displaystyle \langle f_{1},f_{2}\rangle :=\int _{M}f_{1}f_{2}v_{g}}
(noter l'analogie avec les opérateurs symétriques en dimension finie).
{\displaystyle \textstyle \langle f,\Delta f\rangle =-\int _{M}g(\nabla f,\nabla f)v_{g}}
est négatif ou nul. L'opérateur {\displaystyle -\Delta } est positif (c'est la raison pour laquelle beaucoup de géomètres riemanniens définissent l'opérateur de Laplace comme {\displaystyle -\mathrm {div~grad} }). Enfin, si {\displaystyle M} est une variété compacte sans bord, les seules fonctions à Laplacien nul sont les constantes (de même que les seules fonctions harmoniques sur un domaine compact de {\displaystyle \mathbb {R} ^{n}}, nulles au bord sont les constantes, la preuve est d'ailleurs la même).

## Extensions
Il existe plusieurs extensions du laplacien quand on sort du cadre des fonctions numériques pour l'appliquer à des formes différentielles, des tenseurs ou de façon générale à des sections de fibrés vectoriels sur la variété riemannienne. Elles partagent certaines propriétés : le même symbole principal, le caractère elliptique. Et elles sont reliées les unes aux autres par des formules faisant intervenir la géométrie de la variété par sa courbure.